# Eka Mulya
Eka Mulya is een bestuurslaag in het regentschap Mesuji van de provincie Lampung, Indonesië. Eka Mulya telt 1820 inwoners (volkstelling 2010).